# Julia Serano
Julia Serano, född 1967, är en amerikansk biolog, författare, artist och trans-biaktivst. Hon är författare till Whipping Girl: A Transsexual Woman on Sexism and the Scapegoating of Femininity (2007) och Excluded - Making Feminist and Queer Movements More Inclusive (2013) där hon beskriver sina egna erfarenheter. 
Serano är doktor i biokemi och molekylär biofysik vid Columbia University och var tidigare forskare i genetik, evolution och utvecklingsbiologi vid Berkeley.